# トリプル・フロンティア
『トリプル・フロンティア』（原題：Triple Frontier）は、2019年に配信されたアメリカ合衆国の犯罪映画である。監督はJ・C・チャンダー、主演はベン・アフレックが務めた。

## あらすじ
民間軍事会社に所属する"ポープ"ことサンティアゴ・ガルシアは、コロンビア警察に協力して麻薬王ロレアを追う。麻薬組織内の情報提供者イヴォンナから、彼女と弟を国外に逃がすことと引き換えに、大量の現金とともにロレアが住む場所を教えられる。ポープはアメリカに戻り、かつて米軍陸軍特殊部隊に所属していた頃の仲間と共にロレアの金を強奪することを計画する。
ポープは部隊のリーダーだった"レッドフライ"ことトム・デイヴィスに話をもちかける。レッドフライは当初難色を示すが、別れた妻と娘に金を渡すために仲間に加わる。さらに"アイアンヘッド"ことウイリアムおよび弟のベンのミラー兄弟。パイロットの"キャットフィッシュ"ことモラレスが作戦に参加する。
5人はロレアの家族が教会に行く日曜日に襲撃を実行する。手下を制圧し、家中の壁の中から大金を見つけてバンに積み込む。ロレアはアイアンヘッドを負傷させるが、ポープがロレアを殺す。レッドフライは次第に金に執着を見せ始める。戻って来た手下を殺し、家に火をつけて立ち去る。帰りにロレアの家族の車とすれ違う。
一行はイヴォンナと弟と合流し、そして2億5千万ドルもの現金の大半を網で吊り下げたヘリコプターで脱出する。途中で二人をペルーで降ろし、ポープは300万ドルの分け前とオーストラリアへのVISAと航空券を渡す。キャットフィッシュは金を過積載するヘリを飛ばし、アンデス山脈を越えて海に向かわせる。
高空を過積載で飛んだためにヘリコプターは故障し、キャットフィッシュは網で吊っていた金を切り離して落下させたのちに、村のそばに不時着する。麻薬を栽培している村人と金を巡って争いになって数人を殺す。長老に賠償金を払い、数頭の騾馬を手に入れて金を積み徒歩で山を越えて海に向かう。途中では騾馬を捨てざるを得ず、一部の金を燃やして暖を取る。だが和解に納得のいかない一部の村人に襲撃され、レッドフライが死亡する。
4人は金とレッドフライの死体を運んで海に着き、脱出に用意されたボートを見つけるが、武装する少年たちが立ちふさがる。当初ポープはすべての金を運んで強行突破することを主張するが、やがて彼らは金のために自分たちがすべての信条を犠牲にしたことに気づく。リュックで運べる以上の金を縦穴に投げ捨て、レッドフライの死体を運んで少年たちの間を密かに通り抜けようとする。見つかって銃撃戦になるが、500万ドルの金とともに逃げ切る。逃げ延びた一行は、すべての金を家族信託でレッドフライの妻と娘に渡すことにする。ポープは失意に駆られオーストラリアに行こうとするが、アイアンヘッドは金を投げ捨てたペルーの縦穴の座標を彼に渡す。

## キャスト
※括弧内は日本語吹替
トム・"レッドフライ"・デイヴィス
演 - ベン・アフレック | 日本語吹替 - 森川智之
サンティアゴ・"ポープ"・ガルシア
演 - オスカー・アイザック | 日本語吹替 - 小松史法
ウィリアム・"アイアンヘッド"・ミラー
演 - チャーリー・ハナム | 日本語吹替 - 土田大
ベン・ミラー
演 - ギャレット・ヘドランド | 日本語吹替 - 小林親弘
フランシスコ・"キャットフィッシュ"・モラレス
演 - ペドロ・パスカル | 日本語吹替 - 鶴岡聡
イヴァンナ
演 - アドリア・アルホナ | 日本語吹替 - 中村千絵
ガブリエル・マーティン・ロレア
演 - レイ・ガジェゴス
ローレン・イェーツ
演 - シェイラ・ヴァンド
その他の日本語吹き替え：宮本佳那子／鷄冠井美智子／宮﨑聡／田所陽向／高橋大輔／岡井カツノリ／下川涼／山賀晴代
日本語版スタッフ：演出：打越領一、翻訳：池田美紀、録音・調整：菊池悟史、録音スタジオ：ACスタジオ、制作：ACクリエイト

## 製作
2010年10月、キャスリン・ビグロー監督の新作映画にトム・ハンクスとジョニー・デップが出演する見込みだと報じられた。11月、ハンクスの起用が正式に決まった。それから数年間、本作の製作は一向に進まなかった。
2015年6月、降板したビグローの後任として、J・C・チャンダーの起用が検討されており、ハンクスとウィル・スミスに出演オファーが出ていると報じられた。9月、チャンダーが正式に監督に起用された。2016年1月、ジョニー・デップが本作の出演交渉に臨んでいるとの報道があった。
2017年1月、製作チームがチャニング・テイタムとトム・ハーディの起用を検討していると報じられた。2月、テイタム、ハーディ、マハーシャラ・アリの出演が決まった。4月12日、パラマウント映画が本作の企画から離脱し、テイタムとハーディが降板したとの報道があった。5月1日、Netflixが本作の権利獲得に乗り出しており、ベン・アフレックとケイシー・アフレックに出演オファーが出ていると報じられた。18日、ベンの降板が発表された。26日、マーク・ウォールバーグ、ギャレット・ヘドランド、ペドロ・パスカル、アドリア・アルホナの起用が検討されていると報じられた。2018年3月19日、アリの降板とベン・アフレックの復帰、オスカー・アイザックのキャスト入りが発表された。
本作の主要撮影は2017年8月にハワイとコロンビアで始まる予定だったが、実際に撮影が始まったのは2018年3月26日のことであった。

## マーケティング
2018年12月9日、本作のオフィシャル・トレイラーが公開された。2019年2月15日、本作の予告編第2弾が公開された。

## 公開
Netflixが全世界の配給権を獲得している。2019年3月6日に限定的に劇場公開されたのち、2019年3月13日からは全世界で独占配信されている。

## 評価
本作は批評家から好意的に評価されている。映画批評集積サイトのRotten Tomatoesには127件のレビューがあり、批評家支持率は72%、平均点は10点満点で6.41点となっている。サイト側による批評家の見解の要約は「素晴らしいキャスト陣と野心的なストーリーのお陰で、『トリプル・フロンティア』は脚本の出来に斑があるという欠点を乗り越えており、シビアでリアリスティックな犯罪スリラー映画という汗牛充棟のジャンルで埋没せずに済んでいる。」となっている。また、Metacriticには26件のレビューがあり、加重平均値は61/100となっている。